# Milevci
Milevci es una aldea en Serbia en el municipio de Bosilegrad en el distrito de Pčinja . Según el censo de 2011, tenía 77 habitantes.
Aquí está el Monasterio de los Santos Apóstoles Pedro y Pablo en Milevci.[cita requerida]

## Demografía
Hay 123 adultos viviendo en el asentamiento de Milevci, y la edad promedio de la población es de 54,5 años (49,8 para los hombres y 58,5 para las mujeres). Hay 60 hogares en el asentamiento, y el promedio de miembros por hogar es de 2,33.
Este asentamiento está habitado en gran parte por búlgaros (según el censo de 2002), y en los últimos tres censos se observó una disminución de la población.